# Dinometa maputuana
Dinometa maputuana is een vlinder uit de familie spinners (Lasiocampidae). De wetenschappelijke naam van deze soort is voor het eerst geldig gepubliceerd in 1906 door Wichgraf.
De soort komt voor in tropisch Afrika.